# Titus Maria Horten
Titus Maria Horten OP (* 9. August 1882 in Elberfeld, heute Stadtteil von Wuppertal als Franz Aloysius Laurenz Friedrich Horten; † 25. Januar 1936 in Oldenburg) war ein deutscher Dominikaner und römisch-katholischer Priester aus der Unternehmerfamilie Horten. Der Seligsprechungsprozess ist eingeleitet.

## Leben

### Familie

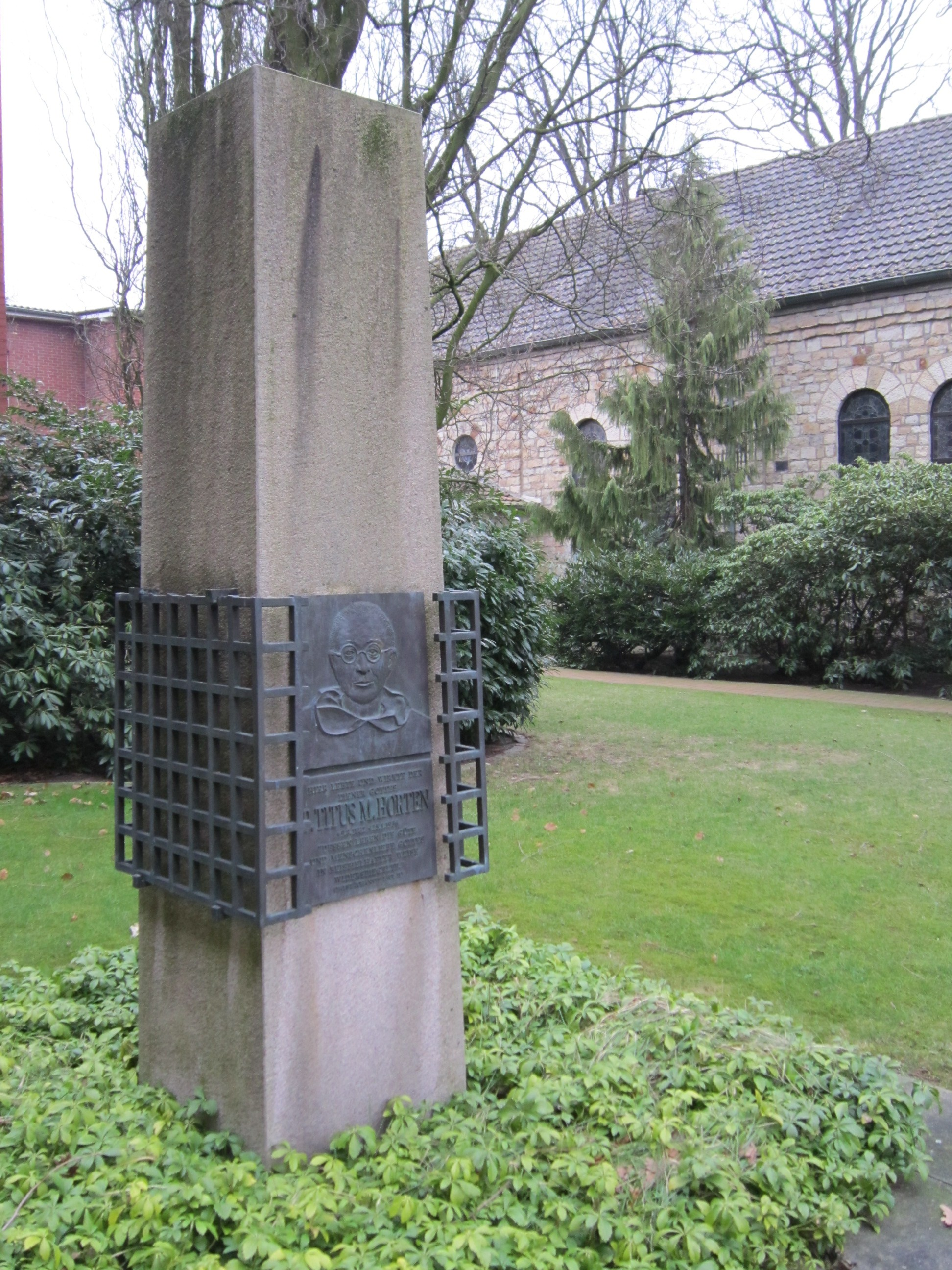
Gedenksäule für P. Titus M. Horten auf dem Gelände des Kollegs St. Thomas in Vechta

Franz Horten entstammte einer tiefreligiösen Familie. Er wurde als Sohn des seinerzeitigen Staatsanwalts und späteren Reichsgerichtsrats Anton Hubert Horten (1838–1903) und dessen Ehefrau Sidonie Sophie Eugenie, geb. Kreuser, geboren. Nach dem Tod des Vaters trat seine Mutter in den Orden von der Heimsuchung Mariens (Salesianerinnen) ein. Einer seiner fünf Brüder wurde Priester, der ältere Paul Anton Carl Peter (1875–1925) trat den Dominikanern bei und nahm dort den Ordensnamen Timotheus Maria an. Seine zwei Schwestern wurden ebenfalls Ordensschwestern. Ein weiterer Bruder von Titus war der Orientalist Max Horten. Zu seinen Neffen zählt der Kaufhausgründer Helmut Horten (sein Patenkind).

### Werdegang
Getauft wurde er auf den Namen Franz. Er besuchte eine Volksschule in Frankfurt am Main und Leipzig, wo sein Vater am Reichsgericht arbeitete. Als Gymnasiast lernte er ab 1893 am Collegium Albertinum der deutschen Dominikaner in Venlo. Dort verbrachten bereits seine Brüder ihre Schulzeit. Aus gesundheitlichen Gründen legte er sein Abitur 1902 an der humanistischen Thomasschule zu Leipzig ab. Er galt als durchschnittlicher Schüler.
Seine Mutter wünschte sich ein Theologiestudium des Sohnes. Er entschied sich jedoch für Englisch und Französisch und schrieb sich dafür an der Philosophischen Fakultät der Universität Leipzig ein. Weitere Studienaufenthalte hatte er an der Westfälischen Wilhelms-Universität zu Münster, der Universität Grenoble, der Universität London und der Rheinischen Friedrich-Wilhelms-Universität Bonn. 1909 promovierte er zum Dr. phil. mit einer Arbeit über Die Sprache Defoes an der Universität Bonn. An seinem Promotionsort gründete er vermutlich die katholische Lateinvereinigung Vinzenzverein.
Nach ausgiebigen Überlegungen entschied er sich für den Ordensberuf. 1909 trat er bei den Dominikanern in Vechta ein und erhielt den Ordensnamen Titus Maria. Sein beträchtliches Erbe spendete er einem karitativen Zweck. 1910 begann er ein philosophisch-theologisches Studium am Dominikanerkloster in Düsseldorf. 1913 legte er die feierliche Profess ab. Im gleichen Jahr ging er nach Rom und empfing dort 1915 die Priesterweihe. Danach kehrte er nach Düsseldorf zurück und arbeitete im mittlerweile für Kriegsverletzte zum Lazarett umfunktionierten Kloster. 1917 legte er das Beichtexamen ab.
Dann wurde er als Lehrer an die Ordens- und Missionsschule der Dominikaner in Vechta, das heutige Kolleg St. Thomas, in Füchtel versetzt. Seine pädagogische Arbeit begann er unter der Leitung seines Ordensbruders Laurentius Siemer. Er unterrichtete moderne Fremdsprachen und fungierte als Spiritual und Beichtvater. 1919/1920 und von 1921 bis 1927 war er Prokurator der Missionsschule. Von 1927 bis 1933 war er Prior des Klosters. Von 1923 bis zu seinem Tode war er Direktor des neu gegründeten Albertus-Magnus-Verlags. Dieser gab eine Ordenszeitschrift, Traktate, Bücher und Kalender heraus. Zugleich war er ab 1927 Generalprokurator für die Chinamission des Ordens.
Infolge der Machtübernahme der Nationalsozialisten 1933 verschlechterte sich die Lage für den Orden erheblich. 1935 durchsuchte die Gestapo die Büroräume des Verlages. Nachdem Pater Laurentius Siemer in Köln und Thomas Stuhlweissenburg in Düsseldorf bereits inhaftiert worden waren, wurde auch P. Titus verhaftet. Wegen angeblicher Devisenvergehen internierten sie ihn zunächst im Vechtaer Männergefängnis und später im Oldenburger Gerichtsgefängnis. Nach seiner dortigen Verurteilung am 4. November 1935 in einem Schauprozess (bei den sogenannten Devisenprozessen) zu zwei Jahren Gefängnis und einer Geldstrafe von 70.000 Reichsmark konnte Horten zwar in einer Berufungsverhandlung einen der höchst seltenen Freisprüche während dieser Prozessreihe gegen Priester erzielen, starb aber noch vor seiner Freilassung im Peter Friedrich Ludwigs Hospital unter ungeklärten Umständen, wahrscheinlich an den Folgen von Isolationshaft und Mangelernährung. Der Gefängnisseelsorger Heinrich Grafenhorst hatte ihm noch die Sterbesakramente spenden können.
An seiner Beisetzung in Vechta nahmen mehr als 6000 Gläubige teil.
Die katholische Kirche ehrt ihn am 25. Januar, dem Tag der Bekehrung des Apostels Paulus. Im Jahr 1948 eröffnete der damalige Bischof von Münster Michael Keller das diözesane Seligsprechungsverfahren. 2004 wurde Pater Titus der heroische Tugendgrad attestiert. Damit darf er fortan ehrwürdiger Diener Gottes genannt werden. 1954 wurden seine sterblichen Überreste vom städtischen Friedhof in die Dominikanerkirche in Füchtel umgebettet. Dieser Feierlichkeit wohnten rund 50.000 Menschen bei.

## Werke
- Studien über die Sprache Defoe's. I. Orthographie. Hanstein Verlag, Bonn 1909.
- Studien über die Sprache Defoe's. Dissertation, Hanstein Verlag, Bonn 1914.[6]
- Auszüge aus Briefen des Dr. Titus M. Horten O. P. Albertus Magnus Verlag, Vechta 1937.